# Medina (énekes)
Medina Danielle Oona Valbak (született Andrea Fuentealba Valbak, Aarhus, Dánia, 1982. november 30. –), művésznevén Medina dán énekesnő és zeneszerző. Eddig 6 albuma jelent meg, köztük a For altid és a We Survive. Ismertté vált "Kun for Mig" dalával. A 2010-es Danish Music Awards-on megnyerte az Év Női Előadója díjat, az Év Albuma díjat és az Év Zeneszerzője díjat.

## Diszkográfia
Dán stúdióalbumok
- Tæt på (2007)
- Velkommen til Medina (2009)
- For altid (2011)
- Arrogant EP (2014)

Dán élő albumok
- Tæt på - Live (2014)

Angol stúdióalbumok
- Welcome to Medina (2010)
- Forever (2012)
- We Survive (2016)

## Fordítás
- Ez a szócikk részben vagy egészben  a   Medina (singer) című angol Wikipédia-szócikk ezen változatának fordításán alapul.  Az eredeti cikk szerkesztőit annak laptörténete sorolja fel. Ez a jelzés csupán a megfogalmazás eredetét és a szerzői jogokat jelzi, nem szolgál a cikkben szereplő információk forrásmegjelöléseként.